# Риман, Катя
Ка́тя Ханхен Лени Ри́ман (нем. Katja Hannchen Leni Riemann; род. 01.11.1963) — немецкая актриса и певица, известная в России по ролям в фильмах «Бандитки», «Зачётный препод», «Он снова здесь» и германо-российскому фильму «Как назло Сибирь».

## Карьера
Катя снимается в кино с 1988 года и является лауреатом 15 различных кинопремий. В фильме 1997 года «Comedian Harmonists» сыграла Марию, ставшую женой вокалиста Романа Цицовского. За роль в фильме «Розенштрассе» награждена Кубком Вольпи на Венецианском кинофестивале 2003 года.
Также она является певицей.

## Личная жизнь
В 1990—1998 годах Катя состояла в браке с Петером Заттманом. У пары есть дочь — актриса Паула Эмбер Роми Риман (родилась 03.08.1993).